# Oskargallerian

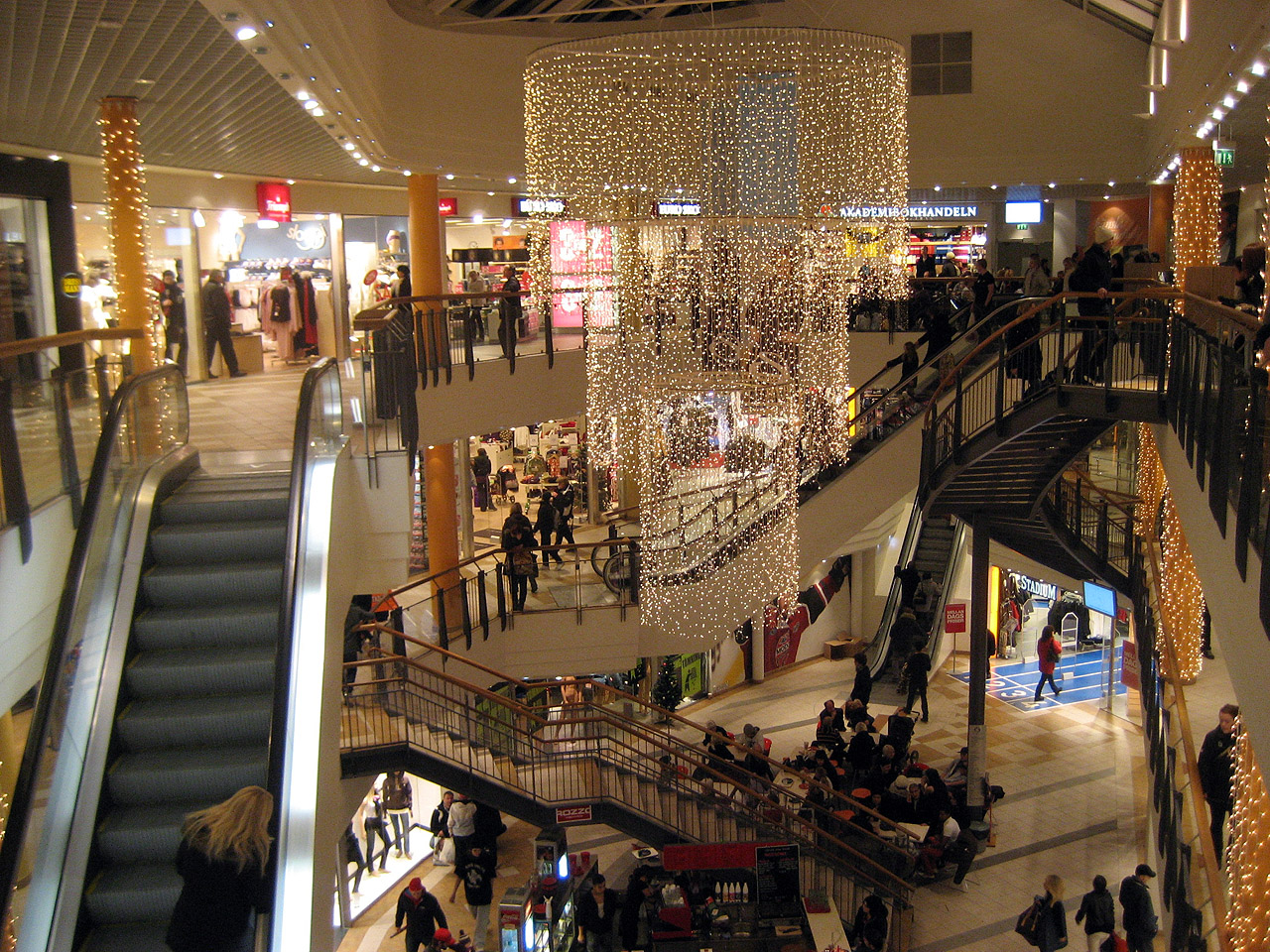
Oskargallerian

Oskargallerian, är en galleria som ligger i centrala Örnsköldsvik, och invigdes den 22 september 2005.
Byggnaden, som byggdes 1964, användes ursprungligen som varuhus av Domus, men byggdes om till en galleria i slutet av 1990-talet, dock utan officiellt namn. På den tiden fanns endast 16 butiker i två plan, men en omfattande ombyggnad under åren 2004 och 2005, ledde till att man numera har en modern galleria i tre plan om totalt 8600 m², med ca 35 butiker. Gallerian är det tredje största köpcentrumet i Västernorrlands län, efter Birsta mellan Sundsvall och Timrå och gallerian In: i centrala Sundsvall.